# Strage della famiglia Cignoli
La strage della famiglia Cignòli è un episodio della seconda guerra di indipendenza, accaduto il 20 maggio 1859 a Torricella Verzate, nell'Oltrepò Pavese.
Nelle prime ore del mattino, durante le imponenti manovre di ricognizione che sfociarono nella battaglia di Montebello, una pattuglia austriaca operò una perquisizione in una fattoria isolata, posta a ovest dell'abitato di Torricella, trovando una fiaschetta con polvere da sparo.
Tanto bastò ai militari per arrestare i membri maschi della famiglia Cignoli, fittavoli del fondo, oltre ad alcuni conoscenti che si trovavano casualmente nell'aia:
- Pietro Cignoli di anni 60
- Antonio Cignoli di anni 50
- Gaspare Riccardi di anni 48
- Girolamo Cignoli di anni 35
- Antonio Setti di anni 26
- Carlo Cignoli di anni 19
- Bortolo Cignoli di anni 18
- Luigi Achille di anni 18
- Ermenegildo Sampellegrini di anni 14

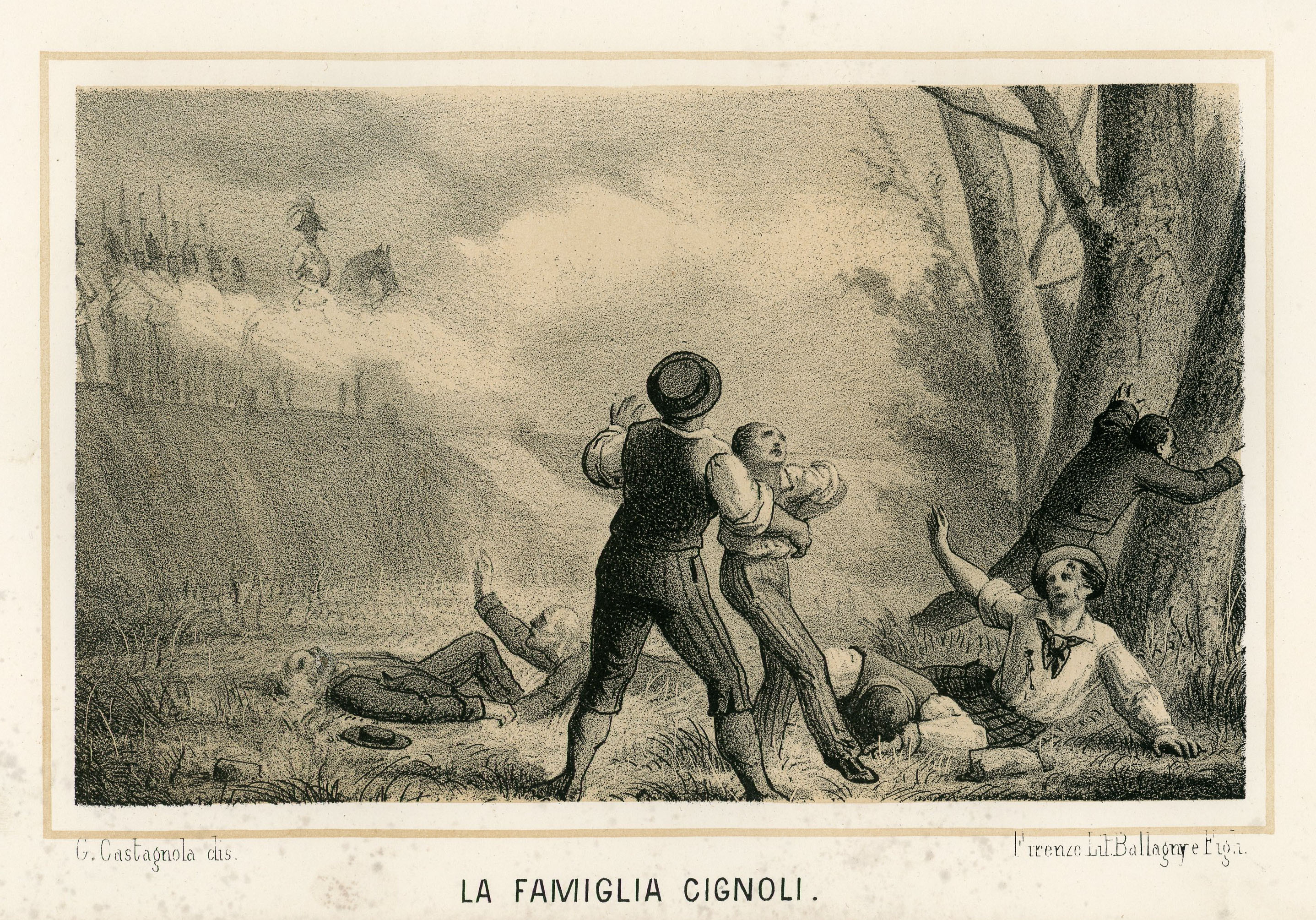
La strage della famiglia Cignoli in una stampa ottocentesca

I nove arrestati furono condotti sulla strada principale per Casteggio ove, in quel mentre, sostava il feldmaresciallo Karl von Urban, che ne decise immediatamente la sorte. I prigionieri vennero fucilati sul ciglio della strada. Alcuni di loro agonizzarono per ore, senza che nessuno potesse aiutarli. Solamente a battaglia conclusa fu possibile trasportare Pietro Cignoli all'ospedale di Voghera, dove morì pochi giorni dopo.
La notizia di quel massacro si diffuse rapidamente e certo ebbe parte nel rafforzare la combattività e la determinazione dei Cacciatori delle Alpi di Garibaldi che, la settimana successiva, affrontarono le superiori forze militari di Urban, infliggendo al feldmaresciallo austriaco le umilianti sconfitte di Varese e di Como.
L'eccidio colpì fortemente il Conte di Cavour che, nel pieno della guerra, ordinò un'immediata inchiesta giudiziaria e, il 12 giugno 1859, inviò una circolare a tutte le delegazioni estere del Regno di Sardegna, contenente il dettagliato racconto dei fatti, l'elenco delle vittime e le testimonianze raccolte. L'assunto finale della circolare pregava gli ambasciatori di portare a conoscenza del fatto i ministri degli esteri presso i quali erano accreditati.
L'intento di Cavour, nell'impossibilità di procedere all'arresto di Urban, era certo quello di additare il feldmaresciallo austriaco al disprezzo internazionale come criminale comune e, fors'anche, di attirare le simpatie dell'opinione pubblica europea verso la causa piemontese. Quella circolare ebbe un effetto devastante e duraturo sulla reputazione di Urban che, da quell'anno, fu circondato dalla fama di comandante umanamente insensibile, quanto militarmente incapace. Fama che, diciassette anni più tardi, lo spinse al suicidio.
In seguito, l'episodio venne più volte ripreso dalla stampa risorgimentale, quale esempio della crudeltà austriaca. Francesco Domenico Guerrazzi compose un epitaffio per il cenotafio lapideo dei Cignoli, poi non utilizzato, che ben descrive tutta l'acrimonia dell'epoca:
(da Scritti varii di Francesco Domenico Guerrazzi, 1862)